# Paúl Abasolo
Paul Abasolo Amantegui (Durango, Vizcaya, 29 de junio de 1984) es un exfutbolista español que jugaba de centrocampista y su último equipo fue el Club Portugalete de la Tercera División de España.

## Trayectoria
Se formó en las categorías inferiores del Athletic Club, desde edad infantil hasta edad juvenil. Posteriormente, cuando tenía dieciocho años, prestó servicios en el C.D. Basconia de la Tercera División de España, segundo filial del Athletic. Al finalizar su vínculo, el jugador fichó para la temporada 2002-2003 por el Barakaldo C.F. de la Segunda División B de España. Tras ello, el deportista aceptó un ofrecimiento contractual de la S.D. Lemona, aunque solamente militó en ese club durante seis meses, puesto que en la apertura de pases en el receso invernal fue cedido al S.D. Eibar. 
Tras su actuación en el segundo semestre de la temporada 2004-2005 en el conjunto eibarrés, Paul fichó por el Logroñés C.F., desempeñándose durante las temporadas 2005-2006 y 2006-2007. Luego es contratado por el Real Unión, club con el que logró el ascenso a la Segunda División de España en la temporada 2008-2009 y llegó a anotar un gol en el Estadio Santiago Bernabéu ante el Real Madrid en Copa. En esa división, en la temporada 2009-2010, jugó 34 partidos y marcó cuatro goles.
Durante seis meses de la temporada 2010-2011 jugó en el Iurretako, club de la Primera División Regional Vasca, junto a su hermano. En el receso invernal retornó a la S.D. Lemona hasta el final de la temporada. En la temporada 2011-2012 actuó en el Real Oviedo. Pasó posteriormente por el Sestao River (2012-13), AOK Kerkyra griego (2014), Amurrio Club (2014), Zamudio (2015-16) y Portugalete (2016-17).
En 2016 fue fichado por el Portugalete, una decisión que generó controversia a causa de una condena en 2010 al jugador por abusos sexuales a tres años y tres meses de cárcel. En 2011 recibió un indulto parcial a condición de que participara en un programa de rehabilitación. El movimiento feminista de Portugalete protestó por su fichaje señalando que el jugador nunca pidió perdón ni se mostró arrepentido, por lo que no debería ser un referente para la afición.

## Clubes
| Club                | País   | División                        | Años      | Partidos    | Goles   |
| ------------------- | ------ | ------------------------------- | --------- | ----------- | ------- |
| Lauaxeta Ikastola   | España | Categorías inferiores           | 1995-1996 |             |         |
| Athletic Infantil B | España | Categorías inferiores           | 1996-1997 |             |         |
| Athletic Infantil A | España | Categorías inferiores           | 1997-1998 |             |         |
| Athletic Cadete B   | España | Categorías inferiores           | 1998-1999 |             |         |
| Athletic Cadete A   | España | Categorías inferiores           | 1999-2000 |             |         |
| Athletic Juvenil A  | España | Categorías inferiores           | 2001-2002 |             |         |
| C.D. Basconia       | España | Tercera División                | 2002-2003 | 35 partidos | 5 goles |
| Barakaldo C.F.      | España | Segunda División B              | 2003-2004 | 24 partidos | 1 gol   |
| S.D. Eibar          | España | Segunda División                | 2004-2005 | 2 partidos  | 0 goles |
| S.D. Lemona         | España | Segunda División B              | 2004-2005 | 16 partidos | 4 goles |
| Logroñés C.F.       | España | Segunda División B              | 2005-2007 | 40 partidos | 6 goles |
| Real Unión          | España | Segunda División B              | 2007-2009 | 48 partidos | 8 goles |
| Real Unión          | España | Segunda División                | 2009-2010 | 34 partidos | 4 goles |
| Iurretako           | España | Primera División Regional Vasca | 2010-2011 |             |         |
| S.D. Lemona         | España | Segunda División B              | 2010-2011 | 19 partidos | 0 goles |
| Real Oviedo         | España | Segunda División B              | 2011-2012 | 21 partidos | 3 goles |

Referencia "Trayectoria de Abasolo":